# Annuitetsopsparing
Annuitetsopsparing er en form for opsparing, der fungerer som en annuitet, dvs. at man indbetaler et fast beløb hver termin, fx hver måned eller år, og samtidig løber der en fast rente på i hver termin. 